# Tác động môi trường trong khai thác mỏ

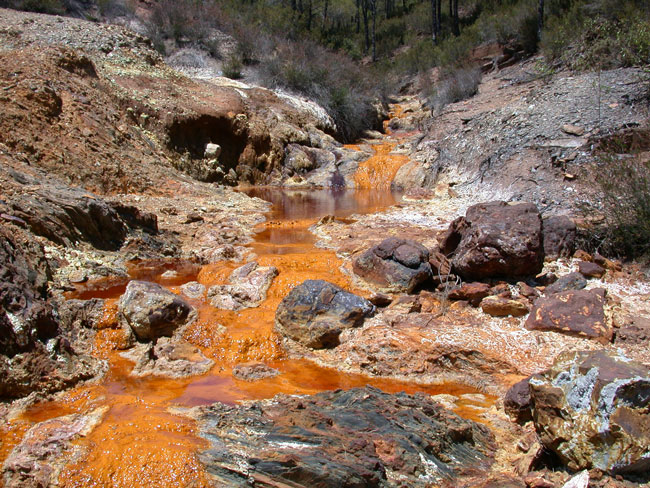
Nước axit mỏ ở sông Rio Tinto.

Tác động môi trường của hoạt động khai thác mỏ bao gồm xói mòn, sụt đất, mất đa dạng sinh học, ô nhiễm đất, nước ngầm và nước mặt do hóa chất từ chế biến quặng. Trong một số trường hợp, rừng ở vùng lân cận còn bị chặt phá để lấy chỗ chứa chất thải mỏ. Bên cạnh việc hủy hoại môi trường, ô nhiễm do hóa chất cũng ảnh hưởng đến sức khỏe người dân địa phương, ở những vùng hoang vu, khai khoáng có thể gây hủy hoại hoặc nhiễu loạn hệ sinh thái và sinh cảnh. còn ở nơi canh tác thì hủy hoại hoặc nhiễu loạn đất trồng cấy và đồng cỏ...

## Khai thác mỏ
Khai thác mỏ là hoạt động khai thác khoáng sản hoặc các vật liệu địa chất từ lòng đất, thường là các thân quặng, mạch hoặc vỉa than. Các vật liệu được khai thác từ mỏ như kim loại cơ bản, kim loại quý, sắt, urani, than, kim cương, đá vôi, đá phiến dầu, đá muối và kali cacbonat. Khai thác mỏ ở nghĩa rộng hơn bao gồm việc khai thác các nguồn tài nguyên không tái tạo (như dầu mỏ, khí thiên nhiên, hoặc thậm chí là nước).

## Các vấn đề môi trường

### Thay đổi cảnh quan
Không hoạt động nào cảnh quan bị thay đổi nghiêm trọng như khai thác than lộ thiên hay khai thác dải, làm tổn hại giá trị của môi trường tự nhiên của những vùng đất lân cận. Khai thác than theo dải hay lộ thiên sẽ phá hủy hoàn toàn hệ thực vật, phá hủy phẫu diện đất phát sinh, di chuyển hoặc phá hủy sinh cảnh động thực vật, ô nhiễm không khí, thay đổi cách sử dụng đất hiện tại và ở mức độ nào đó thay đổi vĩnh viễn địa hình tổng quan của khu vực khai mỏ. Quần xã vi sinh vật và quá trình quay vòng chất dinh dưỡng bị đảo lộn do di chuyển, tổn trữ và tái phân bố đất. Nhìn chung, nhiễu loạn đất và đất bị nén sẽ dẫn đến xói mòn. Di chuyển đất từ khu vực chuẩn bị khai mỏ sẽ làm thay đổi hoặc phá hủy nhiều đặc tính tự nhiên của đất và có thể giảm năng suất nông nghiệp hoặc đa dạng sinh học. Cấu trúc đất có thể bị nhiễu loạn do bột hóa hoặc vỡ vụn kết tập.

### Phá bỏ lớp thực bì
Những hoạt động làm đường chuyên chở than, tổn trữ đất mặt, di chuyển chất thải và chuyên chở đất và than làm tăng lượng bụi xung quanh vùng khai mỏ. Bụi làm giảm chất lượng không khí tại ngay khu khai mỏ, tổn hại thực vật, và sức khỏe của công nhân mỏ cũng như vùng lân cận. Hàng trăm ha đất dành cho khai mỏ bị bỏ hoang chờ đến khi được trả lại dáng cũ và cải tạo. Nếu khai mỏ được cấp phép thì cử dân phải di dời khỏi nơi này và những hoạt động kinh tế như nông nghiệp, săn bắn, thu hái thực phẩm hoặc cây thuốc đều phải ngừng.

### Ảnh hưởng đến thủy văn của khu vực
Chất lượng nước sông, suối có thể bị giảm do axít mỏ chảy tràn, thành phần độc tố vết, hàm lượng cao của những chất rắn hòa tan trong nước thoát ra từ mỏ và lượng lớn phù sa được đứa vào sông suối. Chất thải mỏ và những đống than tổn trữ cũng có thể thải trầm tích xuống sông suối, nước rỉ từ những nơi này có thể là axít và chứa những thành phần độc tố vết.

### Tác động lên động vật thủy sinh
Trầm tích tác động lên động vật thủy sinh cũng thay đổi tùy theo loài và hàm lượng trầm tích. Hàm lượng trầm tích cao có thể làm chết cá, lấp nơi sinh sản; giảm xâm nhập của ánh sáng vào nước; bồi lấp ao hồ; theo nước suối loang ra một vùng nước sông rộng lớn và làm giảm năng suất của những động vật thủy sinh làm thức ăn cho những loài khác. Những thay đổi này cũng hủy hoại sinh cảnh một số loài có giá trị và có thể tạo ra những sinh cảnh tốt cho những loài không mong đợi. Những điều kiện hiện tại có thể gây bất lợi cho một số loài cá nước ngọt ở Mỹ, một số loài bị tuyệt diệt. Ô nhiễm trầm tích nặng nề nhất có thể xảy ra trong khoảng từ 5 đến 25 năm sau khi khai mỏ. Ở những nơi không có cây cối thì xói mòn còn có thể kéo dài đến 50 - 60 năm sau khi khai mỏ. Nước mặt ở nơi này sẽ không dùng được cho nông nghiệp, sinh hoạt, tắm rửa hoặc những hoạt động khác cho gia đình. Do đó, cần phải kiểm soát nghiêm ngặt nước mặt thoát ra từ khu khai mỏ.

### Tác động đến nước
Khai mỏ lộ thiên cần một lượng lớn nước để rửa sạch than cũng như khắc phục bụi. Để thỏa mãn nhu cầu này, mỏ đã "chiếm" nguồn nước mặt và nước ngấm cần thiết cho nông nghiệp và sinh hoạt của người dân vùng lân cận. Khai mỏ ngầm dưới đất cũng có những đặc điểm tương tự nhưng ít tác động tiêu cực hơn do không cần nhiều nước để kiểm soát bụi nhưng vẫn cần nhiều nước để rửa than. 
Bên cạnh đó, việc cung cấp nước ngầm có thể bị ảnh hưởng do khai mỏ lộ thiên. Những tác động này bao gồm rút nước có thể sử dụng được từ những túi nước ngầm nông; hạ thấp mực nước ngầm của những vùng lân cận và thay đổi hướng chảy trong túi nước ngầm, ô nhiễm túi nước ngầm có thể sử dụng được nằm dưới vùng khai mỏ do lọc và thẩm nước chất lượng kém của nước mỏ, tăng hoạt động lọc và ngưng đọng của những đống đất từ khai mỏ. Ở đầu có than hoặc chất thải từ khai thác than, tăng hoạt động lọc có thể tăng chảy tràn của nước chất lượng kém và xói mòn của những đống phế thải, nạp nước chất lượng kém vào nước ngầm nông hoặc đứa nước chất lượng kém vào những suối của vùng lân cận dẫn đến ô nhiễm cả nước mặt lẫn nước ngầm của những vùng này. Những hồ được tạo ra trong quá trình khai thác than lộ thiên cũng có thể chứa nhiều a xít nếu có sự hiện diện của than hay chất phế thải chứa than, đặc biệt là những chất này gần với bể mặt và chứa pi rít.
Axit sunphuric được hình thành khi khoáng chất chứa sunphit và bị oxy hóa qua tiếp xúc với không khí có thể dẫn đến mưa axít. Hóa chất còn lại sau khi nổ mìn thường là độc hại và tăng lượng muối của nước mỏ và thậm chí là ô nhiễm nước.

### Tác động đến động vật, thực vật hoang dã
Khai thác lộ thiên gây ra những tổn thất trực tiếp hoặc gián tiếp đến động, thực vật hoang dã. Tác động này trước hết là do nhiễu loạn, di chuyển và tái phân bố trên bể mặt đất. Một số tác động có tính chất ngắn hạn và chỉ giới hạn ở nơi khai mỏ, một số lại có tính chất lâu dài và ảnh hưởng đến các vùng xung quanh. Tác động trực tiếp nhất đến sinh vật hoang dã là phá hủy hay di chuyển loài trong khu vực khai thác và đổ phế liệu. Những loài vật di động như thú săn bắn, chim và những loài ăn thịt phải rời khỏi nơi khai mỏ. Những loài di chuyển hạn chế như động vật không xương sống, nhiều loài bò sát, gặm nhấm đào hang và những thú nhỏ có thể bị đe dọa trực tiếp.
Nếu những hố, ao, suối bị san lấp hoặc thoát nước thì cá, những động vật thủy sinh và ếch nhái cũng bị hủy diệt. Thức ăn của vật ăn thịt cũng bị hạn chế do những động vật ở cạn và ở nước đều bị hủy hoại. Những quần thể động vật bị di dời hoặc hủy hoại sẽ bị thay thế bởi những quần thể từ những vùng phân bổ lân cận. Nhưng những loài quý hiếm có thể bị tuyệt chủng.
Nhiều loài hoang dã phụ thuộc chặt chẽ vào những thực vật sinh trưởng trong điều kiện thoát nước tự nhiên. Những thực vật này cung cấp nguồn thức ăn cần thiết, nơi làm tổ và trốn tránh kẻ thù. Hoạt động hủy hoại thực vật gần hồ, hồ chứa, đầm lầy và đất ngập nước khác đã làm giảm số lượng và chất lượng sinh cảnh cần thiết cho chim nước và nhiều loài ở cạn khác. Phương pháp san lấp bằng cách ủi chất thải vào một vùng đất trũng tạo nên những thung lũng dốc hẹp là nơi sinh sống quan trọng của nhưng loài động thực vật quý hiếm. Nếu đất được tiếp tục đổ vào những nơi này sẽ làm mát sinh cảnh quan trọng và làm tuyệt diệt một số loài. Tác động lâu dài và sâu rộng đến động, thực vật hoang dã là mất hoặc giảm chất lượng sinh cảnh. Yêu cầu về sinh cảnh của nhiều loài sinh vật không cho phép chúng điều chỉnh những thay đổi do nhiễu loạn đất gây ra. Những thay đổi này làm giảm khoảng không gian. Chỉ một số loài ít chống chịu được nhiễu loạn. Chẳng hạn ở nơi mà sinh cảnh cần thiết bị hạn chế như hồ ao hoặc nơi sinh sản quan trọng thì loài có thể bị hủy diệt.
Những động vật lớn và những động vật khác có thể bị "cưỡng chế" đến những vùng lân cận mà những vùng này cũng đã đạt mức chịu đựng tối đa. Sự quá tải này thường dẫn đến xuống cấp của sinh cảnh còn lại và do đó giảm sức chịu đựng và giảm sức sinh sản, tăng cạnh tranh nội loài và gian loài và giảm số lượng chủng quần so với số lượng ban đầu khi mới bị di dời. Xuống cấp của sinh cảnh thủy sinh là hậu quả của khai mỏ lộ thiên không chỉ trực tiếp ở nơi khai mỏ mà trên diện rộng. Nước mặt bị ô nhiễm phù sa cũng thường xảy ra với khai mỏ lộ thiên. Hàm lượng phù sa có thể tăng đến 1.000 lần so với trước khi khai mỏ.
Bóc lớp đất đá nằm phía trên quặng nếu không hợp lý sẽ chôn vùi và mất đất mặt, đá mẹ lộ ra tạo ra một vùng đất kiệt vô dụng rộng lớn. Những hố khai mỏ và đất đá phế thải sẽ không tạo được thức ăn và nơi trú ẩn cho đa số các loài động vật. Nếu không được hồi phục thì những vùng này phải trải qua thời kỳ phong hóa một số năm hoặc một vài thập kỷ để cho thực vật tái lập và trở thành những sinh cảnh phù hợp. Nếu hồi phục thì tác động đối với một số loài không quá nghiêm trọng. Con người không thể hồi phục ngay được những quần xã tự nhiên. Tuy nhiên, có thể hỗ trợ qua cải tạo đất và những nỗ lực hồi phục theo yêu cầu của những động vật hoang dã. Hồi phục không theo yêu cầu của những động vật hoang dã hoặc quản lý không phù hợp một số cách sử dụng đất sẽ cản trở tái lập của nhiều chủng quần động vật gốc.
Khai mỏ lộ thiên và những thiết bị vận chuyển phục vụ cho quá trình sản xuất của mỏ mà không hoặc rất ít kết hợp việc thiết lập những mục tiêu sử dụng đất sau khai mỏ nên việc cải tạo đất bị nhiễu loạn trong quá trình khai mỏ thường không được như ban đầu. Việc sử dụng đất hiện hành như chăn nuôi gia súc, trồng cấy, sản xuất gỗ... đều phải hủy bỏ tại khu vực khai mỏ. Những khu vực có giá trị cao và sử dụng đất ở mức độ cao như các khu đô thị hay hệ thống giao thông thì ít bị tác động bởi khai mỏ. Nếu giá trị khoáng đủ cao thì những hạ tầng trên có thể chuyển sang vùng lân cận.

### Những di tích lịch sử
Khai thác lộ thiên có thể đe dọa những nét đặc trưng địa chất mà con người quan tâm. Những đặc trưng địa mạo và địa chất và những cảnh vật quan trọng có thể bị "hy sinh" do khai mỏ bừa bãi. Những giá trị về khảo cổ, văn hóa và những giá trị lịch sử khác đều có thể bị hủy hoại do khai mỏ lộ thiên khi nổ mìn, đào than... Bóc đất đá để lấy quặng sẽ phá hủy những công trình lịch sử và địa chất nếu chúng không được di dời trước khi khai mỏ.

### Tác động đến thẩm mỹ
Khai mỏ lộ thiên sẽ hủy hoại những yêu tố thẩm mỹ của cảnh quan. Thay đổi dạng của đất thường tạo ra những hình ảnh không quen mắt và gián đoạn. Những mẫu hình tuyến mới được tạo ra khi than được khai thác và những đống chất thải xuất hiện. Những màu sắc và kết cấu khác lạ khi thảm thực vật bị phá bỏ và chất thải được chuyển đến đó. Bụi, rung động, mùi khí đốt... ảnh hưởng đến tầm nhìn, âm thanh và mùi vị.

### Ảnh hưởng kinh tế - xã hội
Do cơ khí hóa ở mức độ cao nên khai thác lộ thiên không cần nhiều nhân công như là khai thác hầm lò với cùng một sản lượng. Do đó, khai mỏ lộ thiên không có lợi cho cư dân địa phương như khai thác hầm lò. Tuy nhiên, ở những vùng dân cư thưa thớt, địa phương không cung cấp đủ lao động nên sẽ có hiện tượng di dân từ nơi khác đến. Nếu không có quy hoạch tốt từ phía chính quyền và chủ mỏ thì sẽ không có đủ trường học, bệnh viện và những dịch vụ quan trọng cho cuộc sống người dân. Những bất ổn định sẽ xảy ra ở những cộng đồng lân cận của khu khai mỏ lộ thiên.